# Rosa Maria Oriol Porta
Rosa Maria Oriol Porta   (Manresa, 19 d'octubre de 1946) és una joiera catalana que ha participat en l'expansió de l'empresa Joieria Tous d'origen familiar en el sector de la joieria i dels complements, que dirigeix des de Manresa amb el seu espòs, Salvador Tous, amb qui es va casar als 18 anys.
Duu a terme tasques solidàries com a presidenta honorífica de la Fundació Rosa Oriol, que treballa per a persones i col·lectius en risc d'exclusió social. La Generalitat de Catalunya li atorgà la Creu de Sant Jordi el 2014.

## Reconeixements i premis
Rosa Maria Oriol ha estat guardonada al llarg de la seva destacada carrera amb diversos premis tant nacionals com internacionals. La seva habilitat innata per fusionar creativitat i elegància ha estat reconeguda per institucions i organitzacions de renom mundial.
Vogue Joyas Award 2014: El 2014, Rosa Oriol va ser distingida amb el Vogue Joyas Award per la seva excepcional col·lecció "Golden", una obra mestra de l'Atelier TOUS. Aquest reconeixement subratlla la seva contribució significativa al món de la joieria, destacant la seva capacitat per innovar i elevar l'art joier a noves alçades.
Millor Disseny de Joieria als "2011 Vanidades Icons of Style Awards" de Nova York: La mestria de Rosa Oriol en el disseny de joies va ser honorada amb el premi al Millor Disseny de Joieria als "2014 Vanidades Icons of Style Awards" celebrats a Nova York. Aquest prestigiós guardó internacional va reconèixer el seu impacte durador en la indústria de la moda i la joieria.
Premi IEC 2010 de la Cambra de Comerç de Barcelona: En col·laboració amb la Cambra de Comerç de Manhattan i la FICCI/FLO, Rosa Oriol va ser distingida amb el Premi IEC 2010 de la Cambra de Comerç de Barcelona. Aquest reconeixement destaca el seu paper vital en l'impuls d'iniciatives comercials i culturals, reforçant els llaços entre Barcelona i el món.
Primer premi als "Gold Trends 2000 - Alternate Realism. Gold for the Millennium Design Competition": Rosa Oriol va rebre el primer premi als "Gold Trends 2000", una competició de disseny organitzada pel World Gold Design. El seu enfocament innovador i la seva destresa artística la van portar a destacar-se a la categoria de "Alternate Realism", consolidant la seva posició com a pionera en la creació de joies avantguardistes.
Business Leader of the Year Award 2016: L'octubre de 2016, juntament amb el seu marit Salvador Tous, Rosa Oriol va ser honorada amb el guardó "Business Leader of the Year Award" per part de la Spain - US Chamber of Commerce. Aquest reconeixement va destacar la seva excepcional trajectòria professional, subratllant la seva contribució al món empresarial i el seu paper com a referent en l'àmbit comercial entre Espanya i Estats Units.